# Болтино (Ярославская область)
Болтино — деревня Арефинского сельского поселения Рыбинского района Ярославской области.
Болтино расположено на западе Арефинского сельского поселения. Здесь, в лесном краю, имеется небольшая компактная агломерация из 7 близко расположенных в направлении с северо-запада к юго-востоку, деревень: Бунево, Болтино, Прошино, Оболтино, Большое и Малое Черняево, с центром в деревне Васильково. Возделанные когда-то вокруг этих деревень земли образуют лежащее в окружении лесов поле протяженностью около 7 км и шириной до 4 км. Район этот расположен на северо-восточном склоне водораздельной возвышенности. Здесь находятся истоки многочисленных ручьёв, образующих ниже речки Морму и Талицу притоки реки Ухры. К югу и западу от этого района на другом склоне возвышенности берут начало ручьи, впадающие в Рыбинское водохранилище на территории Огарковского сельского поселения. Два притока реки Морма протекают с востока и запада от Болтино. Болтино стоит на дороге, которая начинается в Васильково и идёт сначала на запад, затем на север, к деревням в бассейне Мормы и Золотухи, оканчиваясь в Коняево. На расстоянии 1 км к югу от Болтино на этой дороге стоит Оболтино, а в 4 км к северу  и к северу — Николо-Тропа. В стороне от этой дороги, на расстоянии около 0,5 км к юго-востоку от Болтино стоит деревня Прошино .
Деревня Болтина обозначена на плане Генерального межевания Рыбинского уезда 1792 года.
На 1 января 2007 года в деревне Болтино числилось 5 постоянных жителей . Почтовое отделение, расположенное в центре сельского поселения селе Арефино обслуживает в деревне Болтино 22 дома.